# San Stae
San Stae ist eine am Canal Grande im Sestiere Santa Croce gelegene Kirche in Venedig.

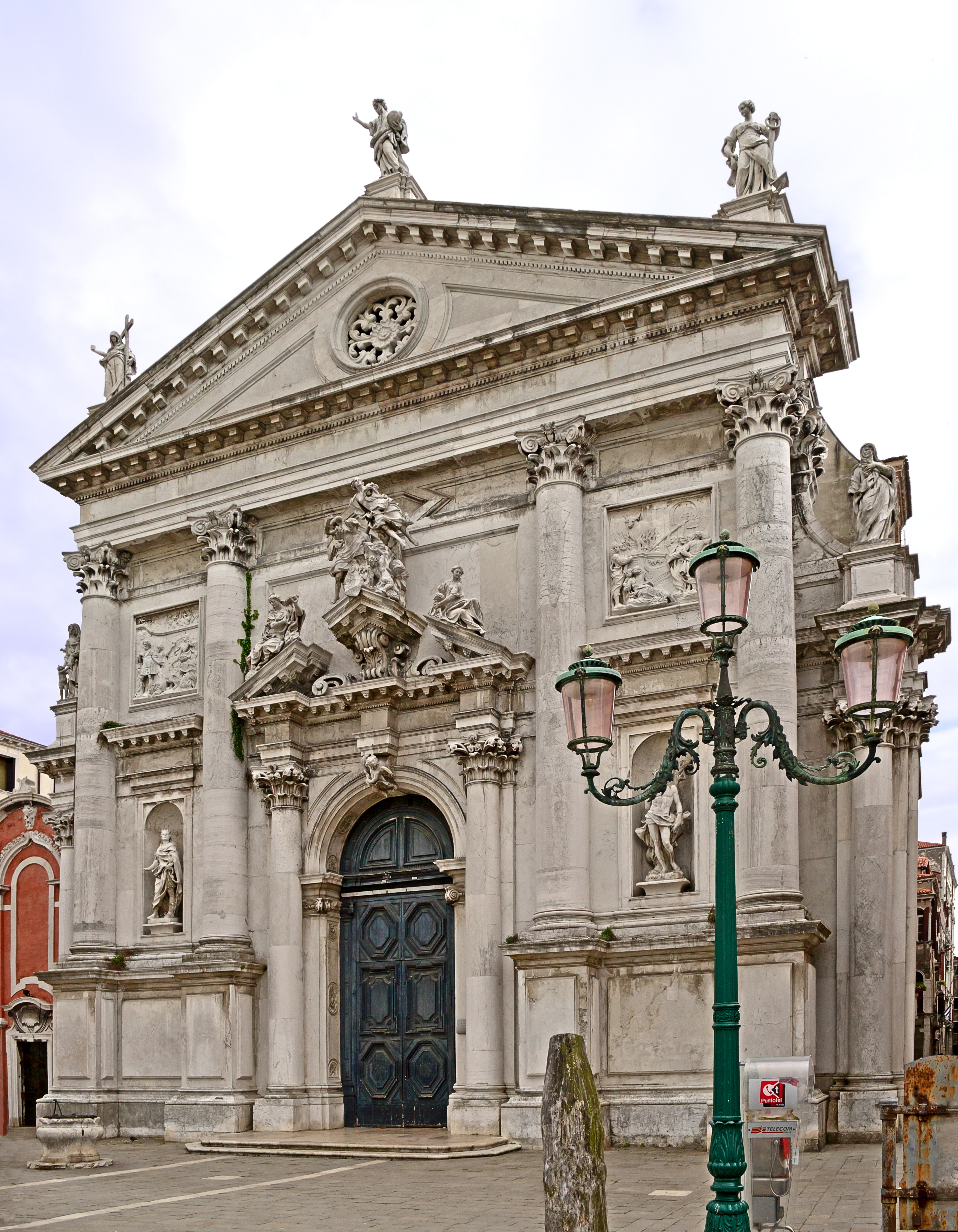
San Stae am Canal Grande, Fassade

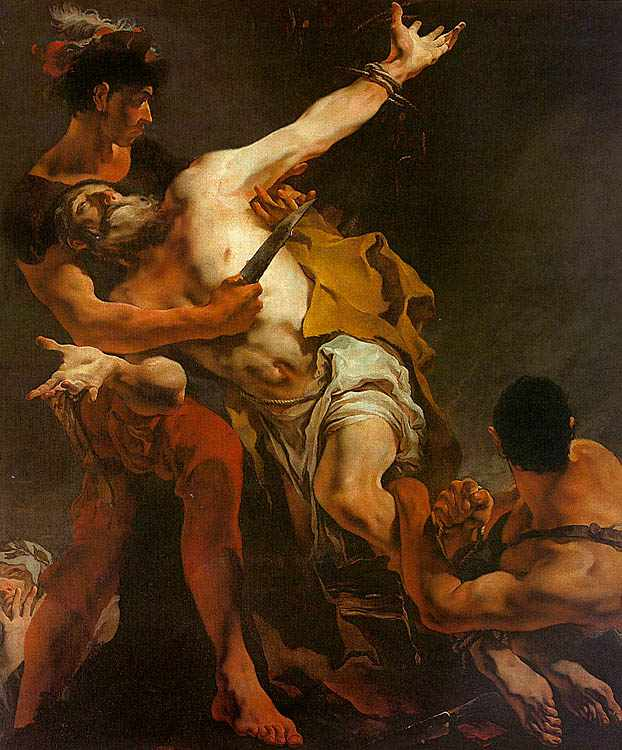
Das Martyrium des Hl. Bartholomäus von Giambatista Tiepolo

## Geschichte
San Stae ist eine für Venedig typische Dialektform (siehe San Marcuola oder San Zanipolo) von Sant’Eustachio. An der Stelle der heutigen Kirche stand bereits im 11. Jahrhundert ein Gotteshaus, das Jesaja, einem typischen Kirchenpatron des Ostens geweiht war. Von dem im 12. Jahrhundert nach einem Brand erneuerten Bau ist nichts mehr erhalten.
1678 begannen radikale Umbauten der Kirche, einschließlich einer Achsdrehung, so dass nun die Fassade auf den Canal Grande blickte. Es wurde eine für die Zeit typische Saalkirche mit drei Seitenkapellen und einem erhöhten Presbyterium erstellt. Der Architekt dieser Umbauten war Giovanni Grassi. 1709 hinterließ der Doge Alvise Mocenigo II., der in diesem Sestiere beheimatet war, eine große Summe zur Erneuerung der Fassade, für die Domenico Rossi den Entwurf lieferte. Alvise  Mocenigo II. ist in der Mitte des Kirchenschiffs begraben, wobei er ausdrücklich auf den sonst bei Dogengräbern üblichen Pomp verzichtete. 1763 wurde auch der Doge Marco Foscarini in der Familienkapelle beigesetzt.

## Beschreibung
Der strenge Aufbau der Fassade, mit vier korinthischen Säulen auf hohen Postamenten, wie auch der Dreiecksgiebel, sind dem Geiste Palladios verpflichtet. Der Skulpturenschmuck der Fassade mit seinen bewegten Formen, wie auch das Portal mit Sprenggiebel sind dagegen dem Hochbarock zuzuordnen. Große Thermenfenster und  im Wesentlichen weiße Dekorationen lassen den Innenraum  erstaunlich hell erscheinen.
In der Kirche finden wir Werke von fast allen bedeutenden venezianischen Malern des frühen 18. Jahrhunderts. Besonders hervorzuheben sind folgende Werke:
- Giovanni Battista Piazzetta: Der Heilige Jakobus auf dem Weg zum Martyrium (rechte Wand Presbyterium)
- Giambattista Tiepolo: Das Martyrium des Heiligen Bartholomäus (linke Wand Presbyterium)
- Sebastiano Ricci: Die Befreiung des Heiligen Petrus (linke Wand Presbyterium)
- Bartolomeo Litterini: Der Heilige Eustachius im Gefängnis (Sakristei)
- Giovanni Battista Pittoni: Der Heilige Eustachius verweigert die Anbetung Jupiters (Sakristei)

Bis 2009 nutzte die Schweiz die Kirche auch als Ausstellungsraum während der Biennale Venedig.